# Гапанович, Игорь Викторович
Игорь Викторович Гапанович (род. 5 сентября 1967) — советский и российский игрок в хоккей с мячом, нападающий, заслуженный мастер спорта СССР (1991).

## Биография
Игорь Гапанович родился в Плесецком районе Архангельской области. Будучи школьником, увлекался такими видами спорта как футбол и русский хоккей. В поселковой команде талант юного хоккеиста, воспитанника тренера Альберта Щукина, заметили сразу, стали приглашать в команду мастеров областного центра, где и ждала его головокружительная карьера. В 15 лет он стал самым молодым игроком основного состава.
Основная часть карьеры была связана с архангельской командой «Водник». В разные года был игроком шведских команд: 1993—1996 годах играл в команде «Несшё» (Несшё), в 1996—1997 годах — в «Венерсборге», в 1997—1998 годах — в «Эдсбюне», в 2002 году — в «Юсдале».
Игорь Гапанович — пятикратный чемпион России, а также серебряный и бронзовый призёр. Четырёхкратный обладатель Кубка России. Семь раз он входил в списки лучших игроков России по итогам сезона. Дважды Гапанович был признан лучшим нападающим. В 1999 году награждён орденом Почёта. В числе других его наград — почетный знак «За заслуги перед городом Архангельском» и Золотой знак клуба «Водник».
В 1990 году на первом молодёжном чемпионате мира стал чемпионом. Выступая за сборную СССР, стал чемпионом мира. Представляя Россию, стал чемпионом и трижды вице-чемпионом.
В сезоне 2007/08 был главным тренером «Водника», в сезоне 2012/13 — главным тренером молодёжного состава «Водника».
24 февраля 2016 года Игорь Гапанович был назначен до конца сезона врио главного тренера, а затем официально возглавил команду.
28 февраля 2017 года после матча чемпионата России по хоккею с мячом между архангельским «Водником» и иркутской «Байкал-Энергии», в котором все 20 голов были забиты в свои ворота (9:11) Гапанович был дисквалифицирован Контрольно-дисциплинарным комитетом Федерации хоккея с мячом России на 2,5 года.

## Статистика выступлений в чемпионатах СССР, СНГ, России
| Сезон     | Клуб                 | И   | М   | П  | О   |
| --------- | -------------------- | --- | --- | -- | --- |
| 1982/1983 | Водник (Архангельск) | 2   | 1   |    | 1   |
| 1983/1984 | Водник (Архангельск) | 7   | 2   |    | 2   |
| 1987/1988 | Водник (Архангельск) | 22  | 32  |    | 32  |
| 1988/1989 | Водник (Архангельск) | 12  | 11  |    | 11  |
| 1989/1990 | Водник (Архангельск) | 26  | 21  |    | 21  |
| 1990/1991 | Водник (Архангельск) | 26  | 18  |    | 18  |
| 1991/1992 | Водник (Архангельск) | 30  | 35  |    | 35  |
| 1992/1993 | Водник (Архангельск) | 26  | 53  |    | 53  |
| 1995/1996 | Водник (Архангельск) | 6   | 14  |    | 14  |
| 1996/1997 | Водник (Архангельск) | 5   | 10  |    | 10  |
| 1998/1999 | Водник (Архангельск) | 28  | 42  |    | 42  |
| 1999/2000 | Водник (Архангельск) | 28  | 31  | 21 | 52  |
| 2000/2001 | Водник (Архангельск) | 25  | 42  | 11 | 53  |
| 2001/2002 | Водник (Архангельск) | 28  | 35  | 9  | 44  |
| 2003/2004 | Водник (Архангельск) | 20  | 9   | 4  | 13  |
| Всего     | 15 чемпионатов       | 291 | 356 | 45 | 401 |

Примечание: Статистика голевых передач ведется с сезона - 1999/2000.

### В чемпионатах СССР, СНГ, России забивал мячи в ворота 25 команд
```
 1.Динамо М          = 32 мяча 13.Енисей               = 13
 2.Строитель С.      = 29      14-15.Вымпел            = 10
 3-4.Байкал-Энергия  = 28      14-15.Локомотив О.      = 10
 3-4.Старт           = 28      16-17.Динамо А-А        =  8
 5.Север             = 24      16-17.СКА-Нефтяник      =  8
 6.Сибсельмаш        = 23      18-20.Саяны             =  7
 7.Родина            = 20      18-20.БСК               =  7
 8.Зоркий            = 18      18-20.Агрохим           =  7
 9-10.Волга          = 17      21-22.Североникель      =  6
 9-10.Кузбасс        = 17      21-22.Динамо-Казань     =  6
11-12.Юность О.      = 14      23-24.Уральский трубник =  3
11-12.СКА-Свердловск = 14      23-24.Металлург Б.      =  3
                               25.Маяк                 =  1
```

### В чемпионатах СССР, СНГ, России количество мячей в играх
по 1 мячу забивал в 92 играх

по 2 мяча забивал в 61 игре

по 3 мяча забивал в 22 играх

по 4 мяча забивал в 11 играх

по 5 мячей забивал в 4 играх

по 6 мячей забивал в 2 играх

Свои 356 мячей забросил в 192 играх, в 99 играх мячей не забивал.